# Brief van een dode
Brief van een dode is een detective- en misdaadverhaal geschreven door Agatha Christie. Het werk verscheen initieel op 5 juli 1937 onder de titel Dumb Witness en werd uitgegeven door de Britse Collins Crime Club. In de Verenigde Staten werd het werk uitgegeven door Dodd, Mead and Company in 1937 onder de titel Poirot Loses a Client.

## Verhaal
Hercule Poirot ontvangt een brief van de rijke Emily Arundell waarin ze beweert slachtoffer te zijn van een mislukte moordpoging: ze is boven aan de trap gestruikeld over de speelbal van haar hond Bob. Poirot reist af naar Berkshire waar Emily overleden blijkt te zijn aan levercirrose.
Huisgenote Minnie Lawson is de onverwachte erfgenaam: ze krijgt een enorme hoeveelheid geld en het huis. Blijkbaar herschreef Emily haar testament na haar val en zijn haar neef Charles en nichten Theresa en Bella niet langer erfgenaam. Theresa en Charles vechten het testament aan.
Minnie zet het huis te koop en Poirot doet zich voor als geïnteresseerde koper. Hij ontdekt bovenaan de trap een nagel en restanten van een koord en vermoedt dat Emily gestruikeld is over dat koord in plaats van over de speelbal. Verder achterhaalt hij dat Bob tijdens de nacht van de val buiten zat en de bal dus niet bovenaan de trap heeft kunnen leggen. Een buurman is verbaasd dat zijn onkruidverdelger, dat arseen bevat, bijna op is. Mevrouw Lawson meent Theresa gezien te hebben aan de trap op de avond van de val. Bella impliceert dat ze mishandeld wordt door haar man Jacob. Daarom vluchtte ze met haar kinderen naar Minnie die ze op haar beurt onderdak gaf in een hotel. Poirot raadt Bella aan om te verhuizen naar een ander hotel omdat hij vreest voor haar dood. De volgende dag wordt het lichaam van Bella gevonden: ze stierf aan een overdosis van haar slaapmiddel.
Poirot roept de andere familieleden en de erfgenamen op en zegt dat ze allen verdacht zijn. Theresa stal het arseen, maar kon het niet over haar hart krijgen om het te gebruiken. Emily was van mening dat Charles de dader is van de mislukte aanslag en lichtte hem daarom in over het aangepaste testament. Daarop stal Charles een kleine hoeveelheid geld. Minnie zag niet Theresa, maar wel Bella. Volgens Poirot is zij de moordenaar: ze hield niet langer van haar man. Ze wilde met haar kinderen Engeland verlaten, maar had daarvoor niet het nodige geld. Daarom voegde ze fosfor toe aan de medicatie van Emily wat leidde tot een leverfalen. Nadat bleek dat het testament was aangepast en Bella enkele notities van Poirot vond betreffende zijn onderzoek, besloot ze om zelfmoord te plegen. Jacob hield nog wel van Bella. Hij was op de hoogte dat Bella in bezit was van fosfor en vreesde een tijdje dat hij zou worden vermoord. Minnie Lawson beslist om haar erfenis te delen met Theresa, Charles en Bella's kinderen. Theresa trouwt met dokter Donaldson. Charles soupeert zijn erfenis redelijk snel op. Poirot krijgt Bob, maar hij geeft hem aan kapitein Hastings.

## Achtergrond
Het boek is gebaseerd op het korte verhaal The Incident of the Dog's Ball. Dit korte verhaal werd geschreven door Agatha Christie, maar werd pas door haar dochter gevonden in 2004.

## Adaptatie
Het verhaal werd gebruikt voor de serie Agatha Christie's Poirot met David Suchet in de rol van Hercule Poirot. Er zijn wel een aantal aanpassingen, waaronder:
- Het verhaal speelt zich niet af in Berkshire, maar wel in Lake District..
- Poirot bezoekt Emily voor haar dood en doet zich niet voor als eventuele koper van het huis. Poirot raadt Emily aan om haar testament aan te passen. Later raadt hij Minnie ook aan om de erfenis te delen.
- Charles Arundell wil in de verfilming het wereldrecord waterracen verbreken. Emily is zijn sponsor.
- Theresa is geen jonge, verloofde dame, maar een vrouw van middelbare leeftijd
- Bella vlucht niet op eigen initiatief van haar man. Poirot en Hastings overtuigen haar.
- Er wordt geen arseen gestolen.
- Bob laat zijn speelbal regelmatig rondslingeren. De anderen leggen de bal dan op een veilige plaats. In de nacht van de val zat Bob buiten en de bal in een kast. In de verfilming laat Bob zijn bal nooit achter en neemt hem 's nachts mee in zijn mand. De hond was tijdens de bewuste nacht binnen en lag in zijn mand te slapen met de bal.
- dokter Grainger is erachter gekomen dat Emily werd vergiftigd met arseen. Daarom laat Bella hem stikken door middel van koolstofmonoxide. Deze moord zit niet in het originele verhaal.
- Bella pleegt geen zelfmoord.